# Новий Сумін
Новий Сумін (пол. Nowy Sumin) — село в Польщі, у гміні Цекцин Тухольського повіту Куявсько-Поморського воєводства.
Населення — 181 особа (2011).

## Демографія
Демографічна структура станом на 31 березня 2011 року:
|          | Загалом | Допрацездатний вік | Працездатний вік | Постпрацездатний вік |
| -------- | ------- | ------------------ | ---------------- | -------------------- |
| Чоловіки | 92      | 18                 | 68               | 6                    |
| Жінки    | 89      | 17                 | 55               | 17                   |
| Разом    | 181     | 35                 | 123              | 23                   |